# (637) Chrysothémis
(637) Chrysothémis est un astéroïde de la ceinture principale découvert le 11 mars 1907 par l'astronome américain Joel Metcalf à Taunton dans le Massachusetts. Sa désignation provisoire était 1907 YE.
Il tire son de Chrysothémis, fille d'Agamemnon et de Clytemnestre dans la mythologie grecque.